# لاله رخ (كتاب)

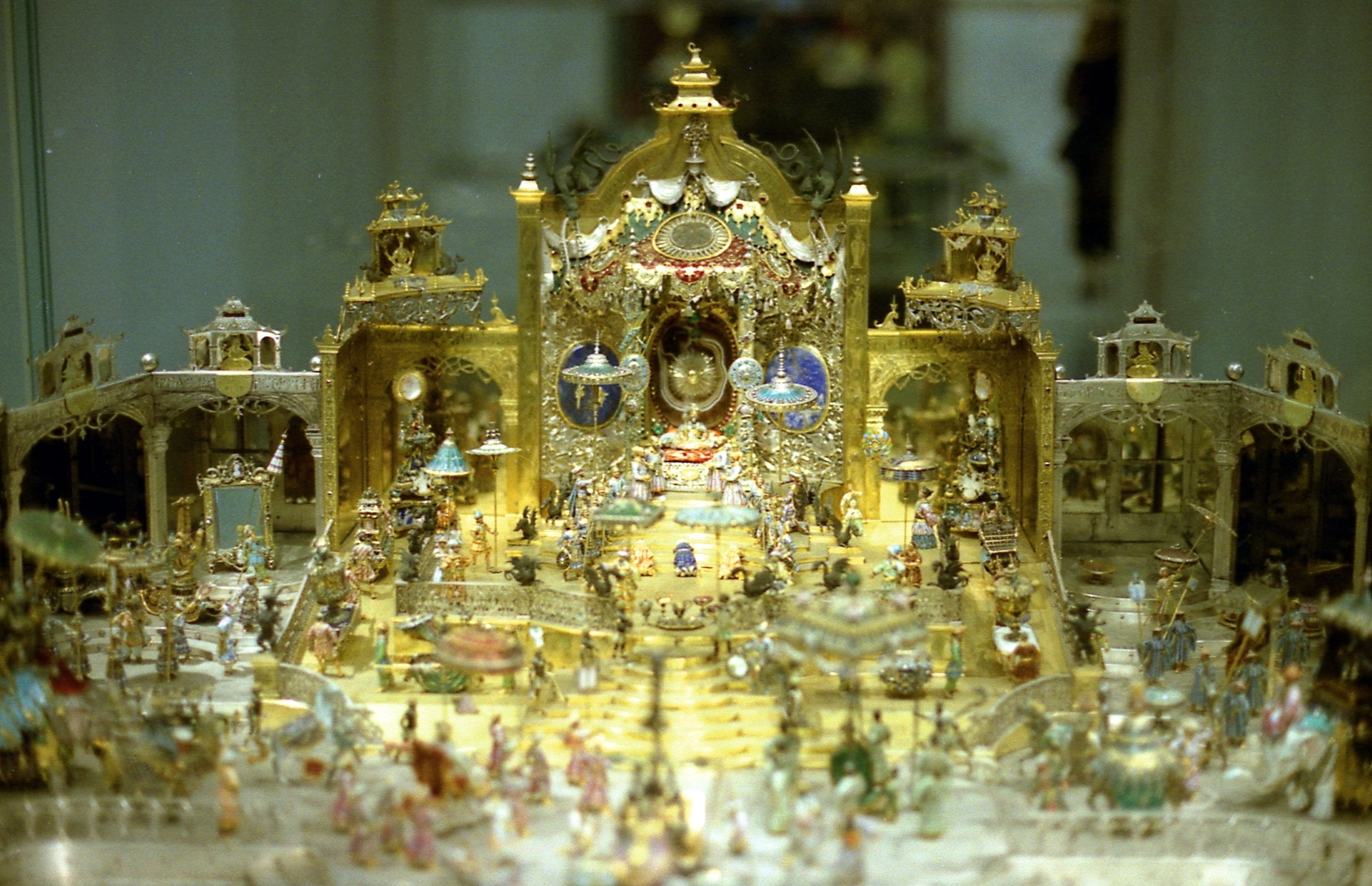
القصر الإمبراطوري المغولي في دلهي (1701–1708)، من تصميم يوهان ملكيور دينغلينغر.

لاله رخ هي رواية رومانسية شرقية للشاعر الأيرلندي توماس مور، نُشرت عام 1817. العنوان مأخوذ من اسم بطلة الحكاية الإطارية، الابنة (الخيالية) للإمبراطور المغولي أورنكزيب في القرن السابع عشر. يتكون العمل من أربع قصائد سردية مع الحكاية النثرية المرتبطة بها. اسم لاله رخ (بالفارسية: لاله رخ) هي عبارة محببة تستخدم بشكل متكرر في الشعر الفارسي.

## الاسم والخلفية
اسم لاله رخ (بالفارسية: لاله رخ) هي عبارة محببة تستخدم بشكل متكرر في الشعر الفارسي. والتي تترجم إلى "ذات الخدود الوردية". وقد تعني الكلمة الأولى "لاله" مشتقة من الكلمة الفارسية التي تعني الورد أو الياقوت. والتي زرعت زهور التوليب لأول مرة في بلاد فارس، ربما في القرن العاشر، وتبقى رمزًا قويًا في الثقافة الإيرانية، واسم لاله هو اسم فتاة مشهور. وتُترجم "رخ" إلى "وجه". وتشير أيضاً إلى لاله رخ هي ابنة خيالية للإمبراطور أورنكزيب. ولم تكن له ابنة بهذا الاسم. وضع مور قصيدته في إطار شرقي فخم بناءً على نصيحة اللورد بايرون. أكمل مور العمل في عام 1817 بينما كان يعيش في منزل ريفي في هورنسي، ميدلسكس، وأعيد تسمية المنزل، ربما من قبل مور نفسه، بعد القصيدة.

## ملخص
مخطوبة لملك بخارى الشاب، تذهب اللاله رخ لمقابلته، لكنها تقع في حب فيرامورز، وهو شاعر من حاشيتها. يتكون الجزء الأكبر من العمل من أربع حكايات محرفة غناها الشاعر: "النبي المحجب"، و"الجنة والبيري"، و"عبدة النار"، و" نور الحريم". عندما تدخل لاله رخ قصر عريسها، تصاب بالإغماء، لكنها تنتعش عند سماع صوت مألوف. تستيقظ بنشوة لتجد أن الشاعر الذي تحبه ليس سوى الملك الذي خطبته.

## معنى استعاري
ذكر العلماء أن مور، هو صديق للمتمرد الأيرلندي المعدوم روبرت إميت، يصور في القصيدة "نسخًا مقنعة من الثورة الفرنسية والتمرد الأيرلندي عام 1798، [و] يدين الأول ولكنه يبرر الأخير".